# Contre-la-montre masculin aux championnats du monde de cyclisme sur route 2017
Le contre-la-montre masculin aux championnats du monde de cyclisme sur route 2017 a lieu sur 31 kilomètres le 20 septembre 2017 à Bergen, en Norvège.

## Parcours
Le contre-la-montre est tracé en majorité dans la zone urbaine de Bergen. La ligne d'arrivée est située au sommet du mont Fløyen, qui surplombe la ville. C'est la toute première fois de l'histoire qu'un championnat du monde du contre-la-montre se termine en montée. La montée du mont Fløyen est longue de 3,4 kilomètres avec un pourcentage moyen de 9,1% sur des secteurs pavés. La montée est également rendue difficile avec ses nombreux virages et des sections à plus de 10%.

## Participation

### Système de sélection
Selon le système de qualification fixé par le comité directeur de l'Union cycliste internationale, « chaque nation bénéficie de 2 partants. [...] Le champion du monde, le champion olympique et les champions continentaux en titre peuvent participer en sus [de ce quota]. »

### Favoris
Avec son arrivée en côte, cela signifie que les prétendants habituels du titre mondial tels que Tony Martin (quadruple champion du monde et tenant du titre) ont peu de chances de s'imposer. D'un autre côté des coureurs tels que Tom Dumoulin, Christopher Froome et Rohan Dennis semblent les favoris pour le maillot arc-en-ciel. Le Néerlandais Dumoulin a construit la deuxième moitié de sa saison autour de l'épreuve, alors que Froome sort d'un doublé rarissime avec ses victoires sur les Tours de France et d'Espagne. Il peut compter sur sa forme et ses qualités de rouleur pour ajouter un titre mondial à son palmarès historique de sa saison. Spécialiste de la discipline, Dennis est considéré comme un outsider après avoir notamment quitté la « Vuelta » la veille du contre-la-montre individuel.
Plusieurs coureurs, y compris Dumoulin, envisagent de changer de vélo avant la montée finale.

## Classement
| Rang | Coureur              | Pays             | Temps         |
| ---- | -------------------- | ---------------- | ------------- |
| 1    | Tom Dumoulin         | Pays-Bas         | 44 min 41 s   |
| 2    | Primož Roglič        | Slovénie         | + 57 s        |
| 3    | Christopher Froome   | Royaume-Uni      | + 1 min 21 s  |
| 4    | Nélson Oliveira      | Portugal         | + 1 min 28 s  |
| 5    | Vasil Kiryienka      | Biélorussie      | + 1 min 28 s  |
| 6    | Gianni Moscon        | Italie           | + 1 min 29 s  |
| 7    | Wilco Kelderman      | Pays-Bas         | + 1 min 34 s  |
| 8    | Rohan Dennis         | Australie        | + 1 min 37 s  |
| 9    | Tony Martin          | Allemagne        | + 1 min 39 s  |
| 10   | Jan Tratnik          | Slovénie         | + 1 min 43 s  |
| 11   | Bob Jungels          | Luxembourg       | + 1 min 49 s  |
| 12   | Nicolas Roche        | Irlande          | + 1 min 53 s  |
| 13   | Alexis Gougeard      | France           | + 1 min 53 s  |
| 14   | Jonathan Castroviejo | Espagne          | + 2 min 1 s   |
| 15   | Ilnur Zakarin        | Russie           | + 2 min 4 s   |
| 16   | Victor Campenaerts   | Belgique         | + 2 min 8 s   |
| 17   | Edvald Boasson Hagen | Norvège          | + 2 min 11 s  |
| 18   | Andriy Grivko        | Ukraine          | + 2 min 15 s  |
| 19   | Nikias Arndt         | Allemagne        | + 2 min 16 s  |
| 20   | Ignatas Konovalovas  | Lituanie         | + 2 min 21 s  |
| 21   | Martin Toft Madsen   | Danemark         | + 2 min 33 s  |
| 22   | Laurens De Plus      | Belgique         | + 2 min 35 s  |
| 23   | Yves Lampaert        | Belgique         | + 2 min 35 s  |
| 24   | Jan Bárta            | Tchéquie         | + 2 min 39 s  |
| 25   | Stefan Küng          | Suisse           | + 2 min 45 s  |
| 26   | Tejay van Garderen   | États-Unis       | + 2 min 47 s  |
| 27   | Gorka Izagirre       | Espagne          | + 2 min 48 s  |
| 28   | Alexey Lutsenko      | Kazakhstan       | + 3 min 4 s   |
| 29   | Hugo Houle           | Canada           | + 3 min 6 s   |
| 30   | Alexander Evtushenko | Russie           | + 3 min 6 s   |
| 31   | Andreas Vangstad     | Norvège          | + 3 min 9 s   |
| 32   | Tobias Ludvigsson    | Suède            | + 3 min 9 s   |
| 33   | Rui Costa            | Portugal         | + 3 min 10 s  |
| 34   | Lasse Norman Hansen  | Danemark         | + 3 min 21 s  |
| 35   | Jasha Sütterlin      | Allemagne        | + 3 min 28 s  |
| 36   | Mateusz Taciak       | Pologne          | + 3 min 28 s  |
| 37   | Eduardo Sepúlveda    | Argentine        | + 3 min 31 s  |
| 38   | Dmitriy Gruzdev      | Kazakhstan       | + 3 min 33 s  |
| 39   | Hamish Bond          | Nouvelle-Zélande | + 3 min 33 s  |
| 40   | Reto Hollenstein     | Suisse           | + 3 min 34 s  |
| 41   | Joey Rosskopf        | États-Unis       | + 3 min 47 s  |
| 42   | Serghei Tvetcov      | Roumanie         | + 3 min 49 s  |
| 43   | Tao Geoghegan Hart   | Royaume-Uni      | + 3 min 50 s  |
| 44   | Zhandos Bizhigitov   | Kazakhstan       | + 4 min 1 s   |
| 45   | Jarlinson Pantano    | Colombie         | + 4 min 10 s  |
| 46   | Lukas Pöstlberger    | Autriche         | + 4 min 14 s  |
| 47   | Riccardo Zoidl       | Autriche         | + 4 min 46 s  |
| 48   | Rob Britton          | Canada           | + 4 min 57 s  |
| 49   | Willie Smit          | Afrique du Sud   | + 5 min 27 s  |
| 50   | Maciej Bodnar        | Pologne          | + 6 min 2 s   |
| 51   | Redi Halilaj         | Albanie          | + 6 min 3 s   |
| 52   | Valens Ndayisenga    | Rwanda           | + 6 min 5 s   |
| 53   | Kostyantyn Rybaruk   | Ukraine          | + 7 min 35 s  |
| 54   | King Lok Cheung      | Hong Kong        | + 8 min 14 s  |
| 55   | Uri Martins          | Mexique          | + 8 min 22 s  |
| 56   | Nazir Jaser          | Syrie            | + 8 min 34 s  |
| 57   | Elchin Asadov        | Azerbaïdjan      | + 9 min 0 s   |
| 58   | Eugert Zhupa         | Albanie          | + 9 min 15 s  |
| 59   | Meron Teshome        | Érythrée         | + 9 min 49 s  |
| 60   | Ahmad Wais           | Syrie            | + 10 min 57 s |
| 61   | Arslan Anjum         | Pakistan         | + 11 min 47 s |
| 62   | Gabriel Tan          | Singapour        | + 12 min 46 s |
| 63   | Awais Khan           | Pakistan         | + 12 min 51 s |
| 64   | Teoh Yi Peng         | Singapour        | + 13 min 0 s  |
| DNS  | Jermaine Borrowes    | Guyana           |               |

## Liste des participants
La liste des participants est la suivante
| No. | Coureur              | Pays             | Heure de départ  |
| --- | -------------------- | ---------------- | ---------------- |
| 65  | Alexey Lutsenko      | Kazakhstan       | 13 h 5 min 0 s   |
| 64  | Jasha Sütterlin      | Allemagne        | 13 h 6 min 30 s  |
| 63  | Ahmad Wais           | Syrie            | 13 h 8 min 0 s   |
| 62  | Awais Khan           | Pakistan         | 13 h 9 min 30 s  |
| 61  | Gabriel Tan          | Singapour        | 13 h 11 min 0 s  |
| 60  | Eugert Zhupa         | Albanie          | 13 h 12 min 30 s |
| 59  | Rob Britton          | Canada           | 13 h 14 min 0 s  |
| 58  | Riccardo Zoidl       | Autriche         | 13 h 15 min 30 s |
| 57  | Lasse Norman Hansen  | Danemark         | 13 h 17 min 0 s  |
| 56  | Kostyantyn Rybaruk   | Ukraine          | 13 h 18 min 30 s |
| 55  | Laurens De Plus      | Belgique         | 13 h 20 min 0 s  |
| 54  | Andreas Vangstad     | Norvège          | 13 h 50 min 0 s  |
| 53  | Rui Costa            | Portugal         | 13 h 51 min 30 s |
| 52  | Reto Hollenstein     | Suisse           | 13 h 53 min 0 s  |
| 51  | Joey Rosskopf        | États-Unis       | 13 h 54 min 30 s |
| 50  | Alexander Evtushenko | Russie           | 13 h 56 min 0 s  |
| 49  | Mateusz Taciak       | Pologne          | 13 h 57 min 30 s |
| 48  | Jan Tratnik          | Slovénie         | 13 h 59 min 0 s  |
| 47  | Gorka Izagirre       | Espagne          | 14 h 0 min 30 s  |
| 46  | Tao Geoghegan Hart   | Grande-Bretagne  | 14 h 2 min 0 s   |
| 45  | Zhandos Bizhigitov   | Kazakhstan       | 14 h 3 min 30 s  |
| 44  | Nikias Arndt         | Allemagne        | 14 h 5 min 0 s   |
| 43  | Nazir Jaser          | Syrie            | 14 h 35 min 0 s  |
| 42  | Arslan Anjum         | Pakistan         | 14 h 36 min 30 s |
| 41  | Teoh Yi Peng         | Singapour        | 14 h 38 min 0 s  |
| 40  | Jermaine Burrowes    | Guyana           | 14 h 39 min 30 s |
| 39  | Uri Martins          | Mexique          | 14 h 41 min 0 s  |
| 38  | Redi Halilaj         | Albanie          | 14 h 42 min 30 s |
| 37  | Cheung King Lok      | Hong Kong        | 14 h 44 min 0 s  |
| 36  | Elchin Asadov        | Azerbaïdjan      | 14 h 45 min 30 s |
| 35  | Valens Ndayisenga    | Rwanda           | 14 h 47 min 0 s  |
| 34  | Yves Lampaert        | Belgique         | 14 h 48 min 30 s |
| 33  | Ignatas Konovalovas  | Lituanie         | 14 h 50 min 0 s  |
| 32  | Serghei Tvetcov      | Roumanie         | 15 h 20 min 0 s  |
| 31  | Eduardo Sepúlveda    | Argentine        | 15 h 21 min 30 s |
| 30  | Meron Teshome        | Érythrée         | 15 h 23 min 0 s  |
| 29  | Hamish Bond          | Nouvelle-Zélande | 15 h 24 min 30 s |
| 28  | Hugo Houle           | Canada           | 15 h 26 min 0 s  |
| 27  | Willie Smit          | Afrique du Sud   | 15 h 27 min 30 s |
| 26  | Lukas Pöstlberger    | Autriche         | 15 h 29 min 0 s  |
| 25  | Martin Madsen        | Danemark         | 15 h 30 min 30 s |
| 24  | Andriy Grivko        | Ukraine          | 15 h 32 min 0 s  |
| 23  | Wilco Kelderman      | Pays-Bas         | 15 h 33 min 30 s |
| 22  | Jarlinson Pantano    | Colombie         | 15 h 35 min 0 s  |
| 21  | Nicolas Roche        | Irlande          | 16 h 5 min 0 s   |
| 20  | Dmitriy Gruzdev      | Kazakhstan       | 16 h 6 min 30 s  |
| 19  | Jan Bárta            | Tchéquie         | 16 h 8 min 0 s   |
| 18  | Edvald Boasson Hagen | Norvège          | 16 h 9 min 30 s  |
| 17  | Victor Campenaerts   | Belgique         | 16 h 11 min 0 s  |
| 16  | Nélson Oliveira      | Portugal         | 16 h 12 min 30 s |
| 15  | Alexis Gougeard      | France           | 16 h 14 min 0 s  |
| 14  | Gianni Moscon        | Italie           | 16 h 15 min 30 s |
| 13  | Tobias Ludvigsson    | Suède            | 16 h 17 min 0 s  |
| 12  | Stefan Küng          | Suisse           | 16 h 18 min 30 s |
| 11  | Vasil Kiryienka      | Biélorussie      | 16 h 20 min 0 s  |
| 10  | Tejay van Garderen   | États-Unis       | 16 h 50 min 0 s  |
| 9   | Ilnur Zakarin        | Russie           | 16 h 51 min 30 s |
| 8   | Bob Jungels          | Luxembourg       | 16 h 53 min 0 s  |
| 7   | Maciej Bodnar        | Pologne          | 16 h 54 min 30 s |
| 6   | Primož Roglič        | Slovénie         | 16 h 56 min 0 s  |
| 5   | Rohan Dennis         | Australie        | 16 h 57 min 30 s |
| 4   | Jonathan Castroviejo | Espagne          | 16 h 59 min 0 s  |
| 3   | Christopher Froome   | Grande-Bretagne  | 17 h 0 min 30 s  |
| 2   | Tom Dumoulin         | Pays-Bas         | 17 h 2 min 0 s   |
| 1   | Tony Martin          | Allemagne        | 17 h 3 min 30 s  |